# La Belladona
La Belladona era una obra del poble de Vallcanera (actual municipi de Sils (Selva)) que estava inclosa a l'Inventari del Patrimoni Arquitectònic de Catalunya.

## Descripció
L'estructura principal de l'antic hostal La Belladona era de dues plantes amb vessant a façana i porta adovellada de mig punt que podria datar-se del segle xv. Als costats hi havia ampliacions d'estructura i orientació diferenciades fruit de reformes posteriors, als segles xvii o XVIII. Resultava un conjunt arquitectònic complex i molt diferent de l'edifici que el substitueix i s'ha fet recentment.
L'edifici actual segueix la tipologia de la típica masia catalana del segle xvii però és de nova construcció. Es troba dins un ample espai tancat de 5.000 metres quadrats, ple de vegetació, que disposa de piscina privada. Al seu entorn hi ha boscos, camps de conreu i un petit estany.
És de planta basilical amb dues plantes i golfes només al cos central, aquest cobert a dos vessants i cornisa catalana. A la façana principal, les obertures són quadrangulars emmarcades amb pedra i amb l'ampit motllurat, estan protegides per una reixa de ferro. Al primer pis a la dreta, hi ha un petit balcó també de ferro i les obertures de les golfes són tres molt petites i senzilles. L'entrada és adovellada amb arc de mig punt, i al cos de la dreta té una gran portalada d'arc rebaixat de pedra i brancals de rajol que correspon al cos de la dreta el qual fa la funció de sala-garatge, coberta amb bigues de fusta i fent pendent. El parament és de pedra irregular vista i cal destacar el rellotge de sol, a la part central, amb la inscripció de “La Belladona”.
La masia es va construir per ser casa de Turisme rural i té una capacitat màxima per a 25 persones. A l'interior està distribuïda amb un gran vestíbul menjador que es troba a l'entrada i està cobert amb volta rebaixada de rajol. Pels costats, a banda i banda es distribueixen la cuina, una sala d'estar, un bany, i tres habitacions. La segona planta disposa de quatre habitacions i un bany que es distribueixen al voltant d'una sala d'estar central. Algunes parets interiors són de pedra i s'utilitzen les bigues de fusta als sostres però són de nova construcció imitant l'estil popular.

## Història
Les primeres notícies de la Belladona són de 1277 i es troba referenciat com a Hostal situat al peu del Camí Reial. A partir del segle xvi fou propietat dels Farners fins que entrà en decadència, possiblement a causa de la construcció de la nova carretera. Llavors s'utilitzà com a casa de pagès fins que es va abandonar fa unes quantes dècades. L'estructura principal de la casa era de dues plantes amb vessant a façana i porta adovellada de mig punt. És possible que el cos principal fos del segle xv i les ampliacions que hi havia a banda i banda d'estructura i orientació diferenciades fossin dels segles xvii o XVIII.